# ジョージア高速道路S2号線
ジョージア高速道路S2号線（ジョージアこうそくどうろS2ごうせん、グルジア語: საქართველოს საავტომობილო მაგისტრალი ს2; ს2、グルジア語ラテン翻字: Sakartvelos Saavtomobilo Magistrail S2; S2）あるいはセナキ＝ポティ＝サルピ線（セナキ＝ポティ＝サルピせん、グルジア語: სენაკი‐ფოთი‐სარფი、グルジア語ラテン翻字: Senaki‐Poti‐Sarpi）は、ジョージアの国際幹線道路。欧州自動車道路E60号線、E70号線、E97号線、E692号線の一部として指定されている。
セナキからポティを経由して、アジャリア自治共和国サルピの近郊にあるトルコ国境に至る。路線延長は119キロメートル。この路線はポティ、グリゴレティ、ウレキ、コブレティ、チャクヴィ、バトゥミといった都市を通過する。トルコとの国境を越えた後は、トラブゾンへと続いている。毎日15,000台の車両が通過している。
高速道路S2号線はソビエト連邦時代、ノヴォロシースクとバクーを結ぶ高速道路M27号線の重要な支線として機能していた。1991年以降はジョージアの高速道路としてS2という番号を割り振られた。バトゥミでは一部片側二車線となっているが、自動車専用道路の設備とはなっていない。
2010年代には地方発展インフラ省の命令により、全線にアスファルト敷設工事が行われた。また落石防止の防護ネット設置や護岸工事も行われ、2016年に工事が完了した。